# Mauger (arcybiskup Rouen)
Mauger (lub Malger według Gesta Normannorum Ducum) – młodszy syn księcia Normandii Ryszarda II Dobrego i jego drugiej żony Poppy, starszy brat Wilhelma z Talou, hrabiego d’Arques.
Ok. 1037 r. został arcybiskupem Rouen. W 1053 r. poparł bunt swojego brata przeciwko swojemu bratankowi, księciu Wilhelmowi II. Po klęsce buntu hrabia d’Arques został wygnany, a synod w Lisieux w 1054 lub 1055 r. pozbawił Maugera godności arcybiskupiej. Mauger został zesłany na wyspę Guernsey. Data jego śmierci jest nieznana.